# Raimund Lissy

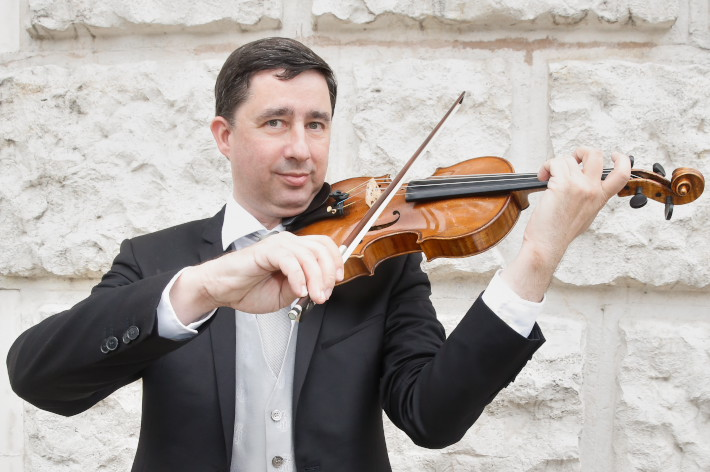
Raimund Lissy, 2018. Foto von Barbara Pálffy

Raimund Lissy (* 5. März 1966 in Wien) ist ein österreichischer Violinist und Mitglied der Wiener Philharmoniker.

## Leben und Wirken
Lissy erhielt seinen ersten Violinunterricht im Alter von vier Jahren und absolvierte sein Studium bei Thomas Kakuska an der Hochschule für Musik und darstellende Kunst Wien sowie bei Alfred Staar.
Nach einer kurzen Orchestertätigkeit in der Arena di Verona wurde er 1988 Mitglied des Orchesters der Wiener Staatsoper und 1991 der Wiener Philharmoniker, wo er seit 1991 Stimmführer der zweiten Geigen seit 1993 Vorgeiger der Gruppe der zweiten Geigen ist. Seit 2013 ist er zudem Mitglied der Wiener Hofmusikkapelle.
Als Solist spielte Lissy Violinkonzerte mit Orchester sowie Sonatenabende. 2016 spielte er als Solist gemeinsam mit Albena Danailova das Doppelkonzert von Johann Sebastian Bach und den Wiener Philharmonikern in der  Basilika San Paolo fuori le Mura in Rom.
Zudem widmet sich Lissy intensiv der Kammermusik. Als zweiter Geiger im Streichquartett „Ensemble Wien“ konzertierte er seit 1994 regelmäßig in einem Abonnementzyklus der Gesellschaft der Musikfreunde im Brahms-Saal des Wiener Musikvereins sowie in internationalen Konzertsälen, bei den Salzburger Festspielen und den Berliner Festspielen. Mit diesem Ensemble unter anderem José Carreras, Plácido Domingo, Hila Fahima, Barbara Frittoli, Angelika Kirchschlager, Elisabeth Kulman, Helmuth Lohner, Jessye Norman, Marlis Petersen, Chen Reiss oder Benjamin Schmid auf.
Mit dem 2008 gegründeten Klavierquartett „Lissy Quartett“ konzertierte er mehrfach im Gläsernen Saal des Wiener Musikvereins. Mit diesem Quartett spielte er  Uraufführungen von Werken von Balduin Sulzer und Michael Wahlmüller. Lissy gründete weitere Kammermusik-Formationen wie das Ensemble VioLissymo und die Philharmonia Seconda Wien.
Lissy spielte zahlreiche Alben ein. Die Pflege der Werke des Violinvirtuosen und Komponisten Joseph Mayseder ist Lissy ein besonderes Anliegen. Dazu gehört neben der Aufführung der Werke die Forschung zu seinen Kompositionen und seiner Biographie. Lissy ist Produzent des Dokumentarfilms Joseph Mayseder (C&W Film) die 2019 auf ORF III gesendet wurde und Autor der Biographie Virtuosität und Wiener Charme – Joseph Mayseder mit einem thematischen Werkverzeichnis und einer Bibliographie der Musikdrucke.

## Auszeichnungen
- 2014: Großes Verdienstzeichen des Landes Salzburg
- 2019: Verleihung des Berufstitels Professor.

## Diskografie
Joseph Mayseder Alben
- Joseph Mayseder: Kammermusik Vol. 1, Gramola 99103 (2017). Konzert Variationen für Klavierquartett op. 24, op. 57, op. 63 und Divertimento op. 35. Lissy Quartett: Raimund Lissy, Robert Bauerstatter, Maria Grün, Srebra Gelleva
- Joseph Mayseder: Kammermusik Vol. 2, Gramola 99148 (2017). Streichquartett op. 9 und op. 23. Mayseder Quartett: Raimund Lissy, Adela Frasineanu, Robert Bauerstatter, Othmar Müller
- Joseph Mayseder: Violinkonzerte Vol. 3, Gramola 99181 (2017). Konzerte op. 22, op. 28 und op. 53. Raimund Lissy, Helmut Zehetner (Dirigent), Joseph Mayseder Orchester
- Joseph Mayseder: Kammermusik Vol. 4, Gramola 99184 (2018). Streichquartett op. 6, Streichquintett op. 51. Wiener Mayseder-Ensemble: Raimund Lissy, Harald Krumpöck, Tobias Lea, Robert Bauerstatter, Peter Somodari
- Joseph Mayseder: Kammermusik Vol. 5, Gramola 99194 (2019). (Thomas Christian, Ensemble VioLissymo: Raimund Lissy, Lara Kusztrich, Luka Kusztrich, Robert Bauerstatter, Susanne Lehner)
- Joseph Mayseder: Kammermusik Vol. 6, Gramola 99197 (2019). Klaviertrio op. 34 und op. 52. Violinsonata op. 42. Raimund Lissy, Maria Grün, Srebra Gelleva

Solistische und Kammermusik-Alben
- Reynaldo Hahn: Chant d´amour, KOCH Schwann Mundi 3-6758-2 (2001). Raimund Lissy, Jan Latham-König, Günter Federsel
- Tailleferre, Poulenc: Miniatures Francaises, VMS 604 (2005). Raimund Lissy, Jan Latham-König
- Solo for two violins, VMS 167 (2009). Regina Brandstätter, Raimund Lissy, Tobias Lea, Cordelia Höfer
- Charles Koechlin: Kammermusik, VMS 187 (2009). Raimund Lissy, Jan Latham-König, Helmut Zehetner, Raphael Flieder, Wolfgang Vladar
- Lissy Quartett: Mahler, Fuchs, R. Strauss, VMS 212 (2011). Raimund Lissy, Robert Bauerstatter, Sebastian Bru, Srebra Gelleva
- Pleyel, Wanhal: Concerti & Symphonie Vol. 13, ARS 38 823 (2013). Pleyel Violinkonzert Benton 103A, Solist: Raimund Lissy, Dirigent: Johannes Klumpp, IgnazJosephPleyel Orchester
- Hidden Gems Vol. 1, I. J. Pleyel Streichquartette, ARS 38 166 (2014). Raimund Lissy, Dominik Hellsberg, Robert Bauerstatter, Bernhard Naoki Hedenborg
- Ignaz Pleyel: Six Sonates pour Harpe avec Accompagnement d'un Violon, IPG-CD 53 (2017). Raimund Lissy, Ursula Fatton

Mit dem „Ensemble Wien“
- W. A. Mozart: Eine kleine Nachtmusik KV 525, Divertimento KV 287, KOCH Schwann 3-6445-2 (1996). Ensemble Wien: Paul Guggenberger, Raimund Lissy, Peter Götzel, Josef Niederhammer, Ronald Janezic, Willibald Janezic
- José Carreras sings Tosti with Barbara Frittoli, Europa: ERATO 0630-15516-2, Japan: ERATO WPCS-11603 (1996). Mit Lorenzo Bavaj und dem Ensemble Wien: Paul Guggenberger, Raimund Lissy, Peter Götzel, Josef Niederhammer
- Franz Schubert: Streichquintett D 956, KOCH Classics 3-6446-2 (1997). Ensemble Wien: Paul Guggenberger, Raimund Lissy, Peter Götzel, Josef Niederhammer, Yves Savary
- Die Walzerkönige Vol. 1, KOCH Schwann 3-6525-2 (1998). Ensemble Wien: Paul Guggenberger, Raimund Lissy, Peter Götzel, Josef Niederhammer
- Die Walzerkönige Vol. 2, KOCH Schwann 3-6526-2 (1999). Ensemble Wien: Paul Guggenberger, Raimund Lissy, Peter Götzel, Josef Niederhammer
- Neujahrskonzert ´99, KOCH Schwann 3-6564-2 (1999). Ensemble Wien: Paul Guggenberger, Raimund Lissy, Peter Götzel, Josef Niederhammer, Tobias Lea, Ives Savary
- W. A. Mozart: Divertimento K. 334, Sechs Ländlerische K. 606, KOCH Schwann 3-6566-2 (2000). Ensemble Wien: Paul Guggenberger, Raimund Lissy, Peter Götzel, Josef Niederhammer, Ronald Janezic, Willibald Janezic
- Eine kleine Lachmusik, KOCH Schwann 3-6524-2 (2002). Ensemble Wien: Paul Guggenberger, Raimund Lissy, Peter Götzel, Josef Niederhammer
- Vienna Dreams, KOCH Classics 3-1137-2 (2002). U. a. Ensemble Wien: Paul Guggenberger, Raimund Lissy, Peter Götzel, Josef Niederhammer
- W. A. MOZART: Grande Sestetto Concertante, KOCH Schwann 3-6444-2 (2002). Ensemble Wien: Rainer Honeck, Raimund Lissy, Peter Götzel, Josef Niederhammer
- Malinconia d´amore, KOCH Universal 474 160-2 (2002). José Carreras, Lorenzo Bavaj, Ensemble Wien: Rainer Honeck, Raimund Lissy, Peter Götzel, Josef Niederhammer
- Franz Schubert: Walzer und Ländler, VMS 113 (2004). Ensemble Wien: Rainer Honeck, Raimund Lissy, Peter Götzel, Josef Niederhammer
- Joseph Lanner: Wiener Tänze, VMS 134 (2004). Ensemble Wien: Rainer Honeck, Raimund Lissy, Peter Götzel, Josef Niederhammer
- W. A. Mozart: Kammermusikalische Raritäten, Divertimento KV 287, Quartett KV 159, Ouvertüre zu Le nozze di Figaro, Herausgegeben vom Mozarthaus Vienna (2006). Ensemble Wien: Rainer Honeck, Raimund Lissy, Peter Götzel, Josef Niederhammer, Wolfgang Tomböck, Thomas Jöbstl; mit Bonus-DVD
- Ensemble Wien play Mozart & J. Strauss, Camerata CMCD-28328 (2015). Ensemble Wien: Albena Danailova, Raimund Lissy, Michael Strasser, Josef Niederhammer

## Publikationen
- Virtuosität und Wiener Charme. Joseph Mayseder. Violinist und Komponist des Biedermeier. Leben, Werk und Rezeption. Mit einem Werkverzeichnis und einer Bibliographie der Musikdrucke. Hollitzer Verlag, Wien 2019, ISBN 978-3-99012-620-2.
- „Es liegt ein eigener Zauber in diesem Wunderkinde!“ : Constanze Geiger – Komponistin, Pianistin, Schauspielerin aus Wien, Hollitzer Wissenschaftsverlag, Wien 2024, ISBN 978-3-99094-229-1.[5]
- Das Hofopernorchester als Konzertorchester. Wiener Philharmoniker 1842–1864: Der Beginn einer Ära. Hollitzer Verlag, Wien 2025, ISBN 978-3-99094-043-3.